# معاوية بن بكر
معاوية بن بكر بن هوازن جد جاهلي تنتسب له اغلب قبائل هوازن وهو جد بنو معاوية بن بكر بن هوازن.

## نسبه
هو معاوية بن بكر بن هوازن بن منصور بن عكرمة بن خصفة بن قيس عيلان بن مضر بن نزار بن معد بن عدنان.

## أولاده
- عوف وعُرف بنوه باسم الوقعة ودخلوا في بني عمرو بن كلاب بن الحارث.[4]
- صعصعة
- نصر
- الحارث
- جحوش
- جحاش
- شيبان
- دحوة
- جشم
- دحية
- السباق
- زريق[5]

## قتله لأخيه زيد
قَتل معاوية أخاه زيد وتحاكم على يد عامر بن الظرب العدواني، ودفعَ مئة من الإبل. وهى أول دية قضى فيها بذلك؛ وتقول العرب: إن لقمان كان جعلها قبل ذلك مائة جدى.

### فهرس المراجع
المنشورات
بالعربية
1. ↑  ابن الكلبي (1986)، ص. 312–313.
2. ↑  ابن الكلبي (1986)، ص. 312.
3. 1 2  قريبي، ج. 1، ص. 25.
4. ↑  قريبي، ج. 1، ص. 26.
5. ↑  1. ابن الكلبي (1986)، ص. 312.
2. ابن الكلبي (1986)، ص. 313.
3. البلاذري (1996)، ج. 13، ص. 320.
6. ↑  عاشور (1984)، ج. 5، ص. 160.
7. ↑  ابن حزم (1983)، ص. 264.

### بيانات المراجع
الكتب
بالعربية
- ابن حزم الأندلسي (2010)، جمهرة أنساب العرب، تحقيق: عبد السلام هارون (ط. 7)، القاهرة: دار المعارف، OCLC:22896260، QID:Q114955882
- محمد الطاهر بن عاشور (1984). تفسير التحرير والتنوير. تونس: الدار التونسية للنشر.
- ابن الكلبي (1986). جمهرة النسب. تحقيق: د. ناجي حسن (ط. 1). بيروت: مكتبة النهضة العربية.{{استشهاد بكتاب}}:  صيانة الاستشهاد: ref duplicates default (link)
- البلاذري (1996)، جمل من كتاب أنساب الأشراف، تحقيق: سهيل زكار، رياض زركلي، بيروت: دار الفكر للطباعة والنشر والتوزيع، OCLC:122969004، QID:Q114665392{{استشهاد}}:  صيانة الاستشهاد: ref duplicates default (link)
- إبراهيم بن إبراهيم قريبي (1992)، مرويات غزوة حنين وحصار الطائف، المدينة المنورة: الجامعة الإسلامية بالمدينة المنورة، QID:Q121258765